# Byakkotai

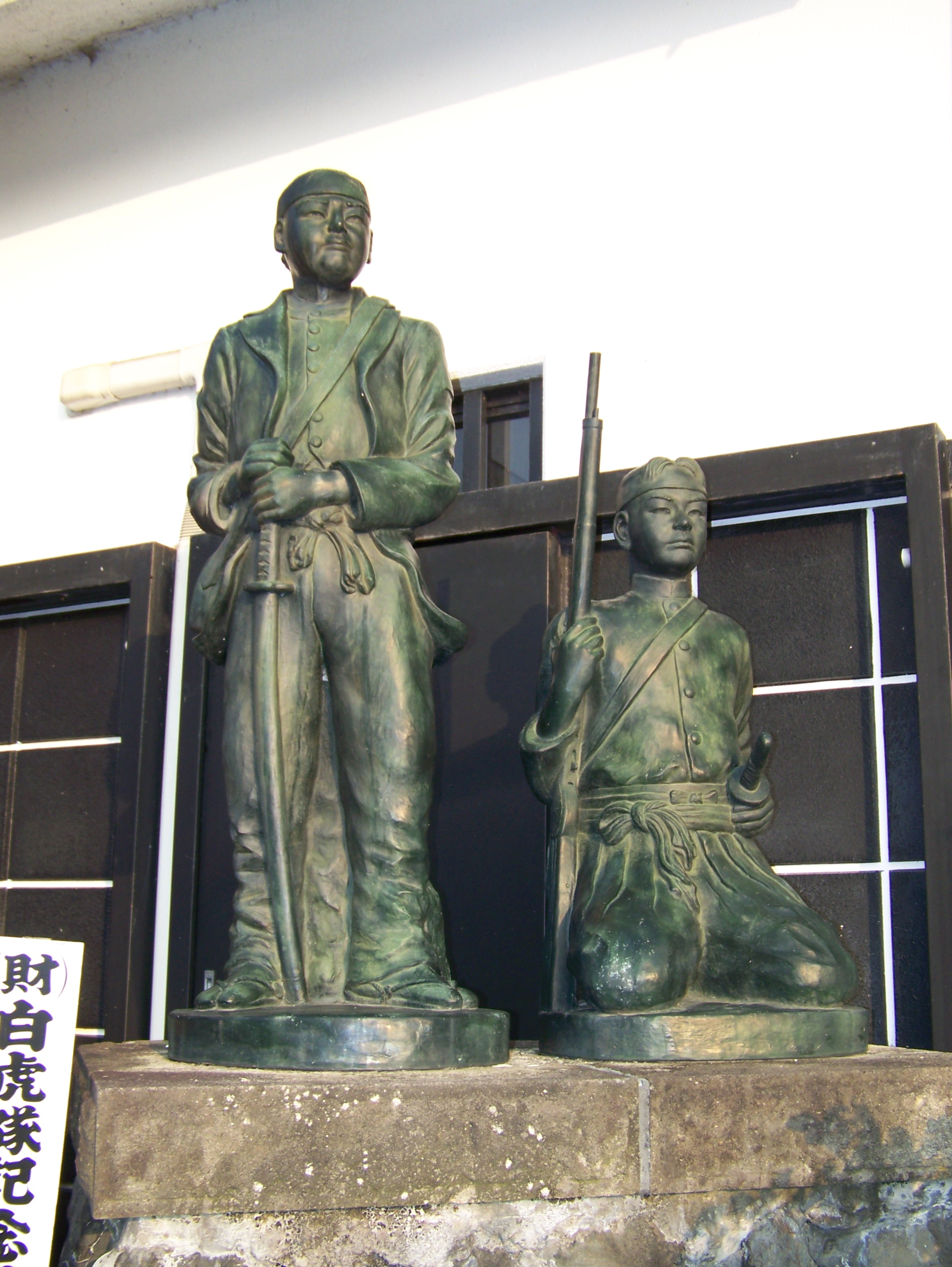
Statua dedicata ai guerrieri Byakkotai sulla collina Limori a Aizu-Wakamatsu, Fukushima

Il Byakkotai (白虎隊? Corpo della "Tigre Bianca"), da Byakko, letteralmente "tigre bianca", fu un gruppo di 305 giovani, samurai del dominio Aizu che combatterono durante la guerra Boshin.

## Storia
Il Byakkotai faceva parte delle quattro unità militari di Aizu, istituite durante l'impulso alla modernizzazione militare emerso dopo la battaglia di Toba-Fushimi. Le altre tre unità furono Genbutai (Tartaruga nera), Seiryūtai (Dragone azzurro), e Suzakutai (uccello vermiglio).
Ciascuno dei quattro fu chiamato così in onore dei quattro animali che tutelano i punti cardinali. Il Byakkotai doveva essere una unità di riserva, in quanto era composta da giovani, da 16 a 17 anni figli di samurai Aizu.
Venne ulteriormente suddiviso, secondo le linee di rango all'interno della popolazione samurai del dominio: due squadre provenivano dal superiore (shichū), due dal rango medio (yoriai), e due da quello più basso (ashigaru).
Venti dei membri della seconda squadra shichū, durante la guerra Boshin combattuta tra i sostenitori dello shogunato, tra i quali figurava il clan Aizu, e i clan filo-imperiali, rimasero tagliati fuori dal resto della loro unità dopo la battaglia di Tonoguchihara.
Il gruppo si ritirò sulla collina Iimori, che si affacciava sul Castello di Aizuwakamatsu, da dove videro quello che pensavano fosse il castello in fiamme, e commisero seppuku in preda alla disperazione, credendo che il loro signore Matsudaira Katamori e le famiglie fossero perite per mano nemica.
Il suicidio di questi 20 membri Byakkotai fu frutto di una valutazione erronea, in quanto le difese del castello non erano state violate, e solo la città castello che circondava la cittadella interna era in fiamme. 
Poiché la maggior parte della città era tra la collina e il castello, i byakkotai videro colonne di fumo e credettero che il castello fosse caduto in mano nemica.

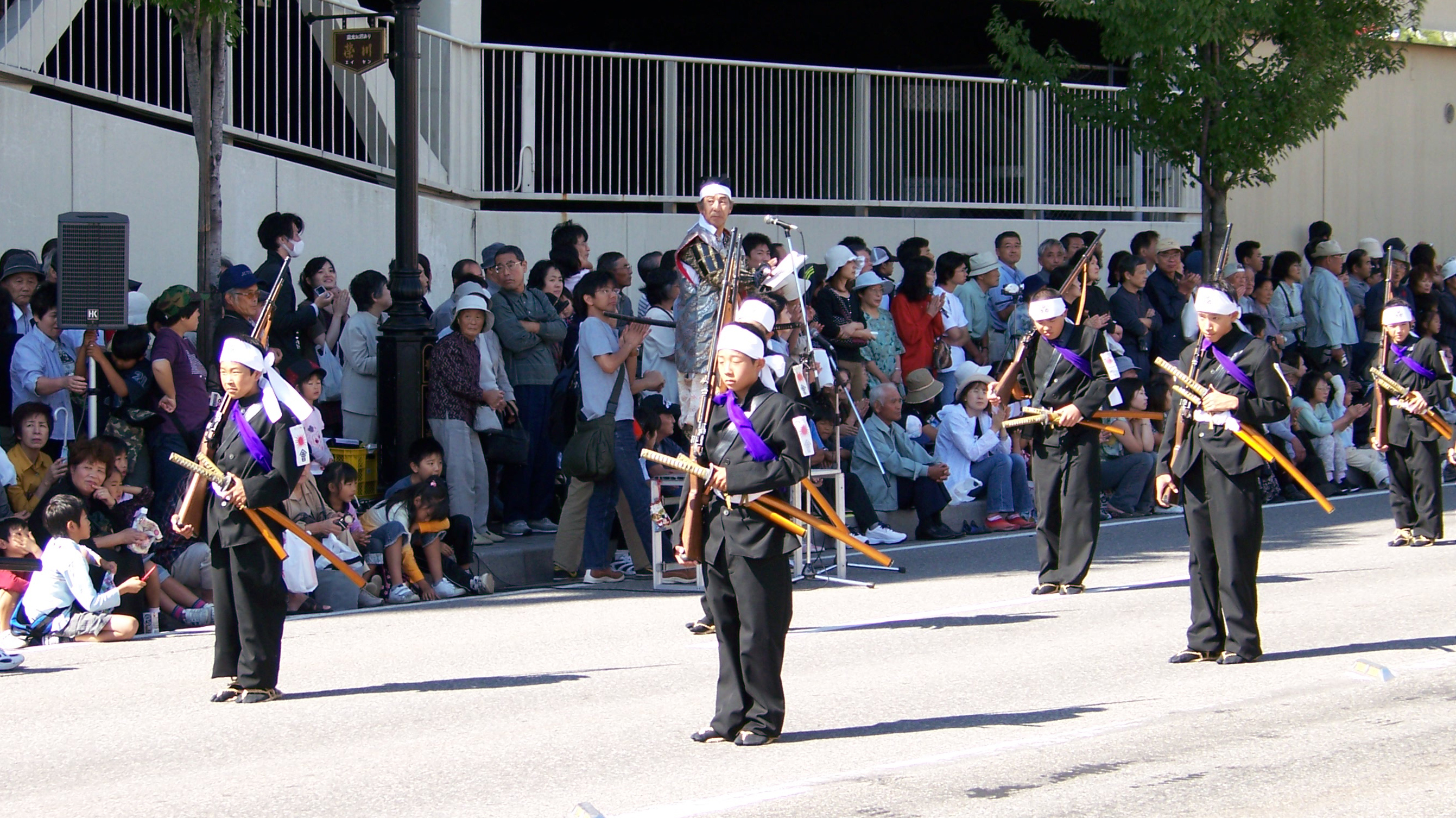
Rievocazione in costume del clan Aizu

I 19 membri Byakkotai che commissero il suicidio rituale furono i seguenti:
- Adachi Tōzaburō
- Ishiyama Toranosuke
- Shinoda Gisaburō (comandante)
- Nagase Yuji
- Mase Genshichirō
- Aruga lettura Nome Orinosuke[12]
- Itō Teijirō
- Suzuki Genkichi
- Nishikawa Katsutaro
- Yanase Katsuzaburō
- Ikegami Shintarō
- Itō Toshihiko
- Tsuda Sutezō
- Nomura Komashirō
- Yanase Takeji
- Ishida Wasuke
- Ibuka Shigetarō
- Tsugawa Kiyomi
- Hayashi Yasoji

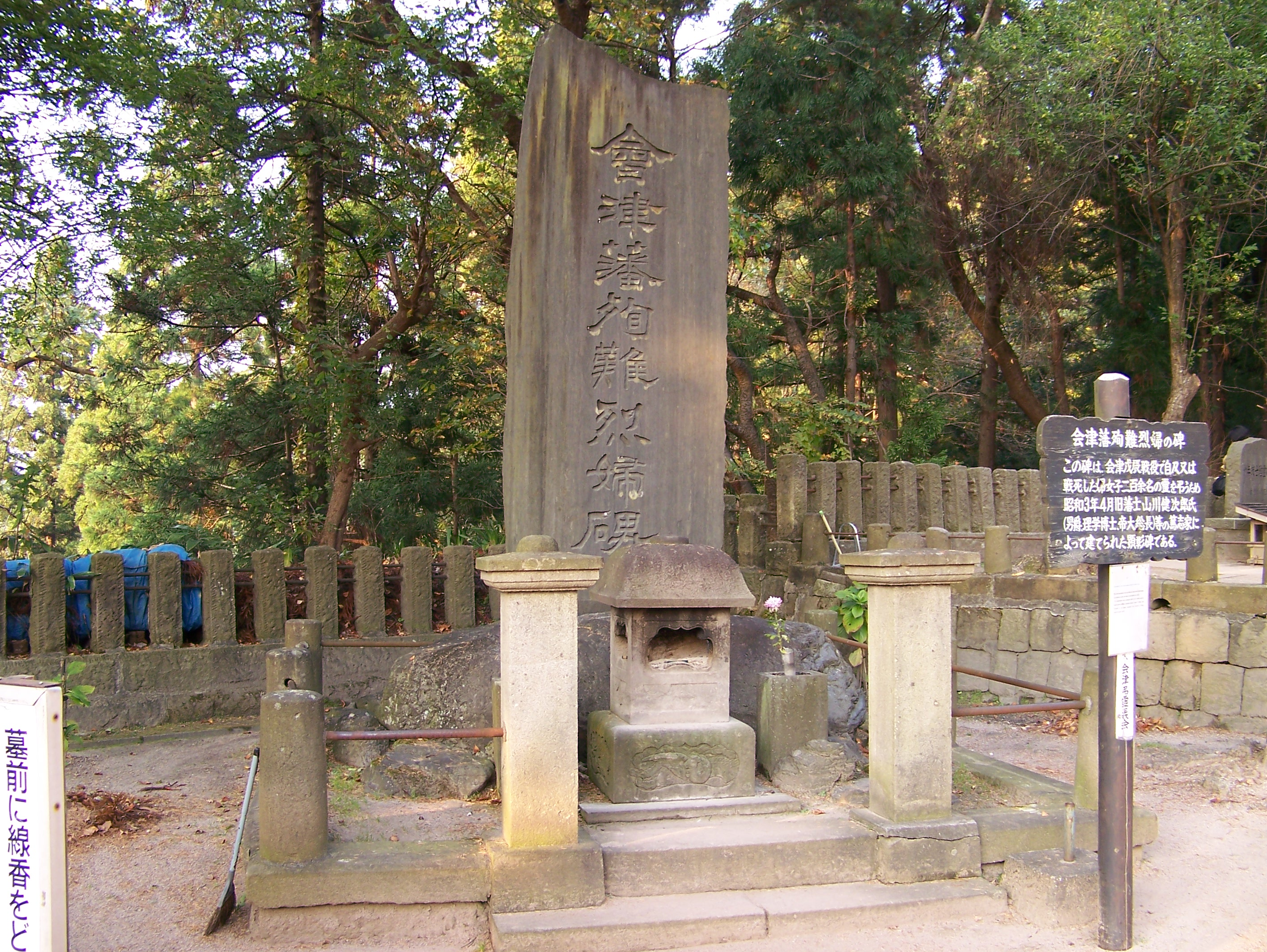
Monumento ai guerrieri Byakkotai presso la collina Iimori, Aizu-Wakamatsu, Fukushima

L'unico sopravvissuto, Iinuma Sadakichi, tentò invano il suicidio e fu salvato da un contadino locale. Dopo la guerra, si trasferì nella vicina città di Sendai, dove visse fino alla morte. Prestò servizio come ufficiale dell'esercito, andando in pensione con il grado di capitano, e come funzionario del locale ufficio postale.
Dopo la guerra, i loro corpi rimasero esposti alle intemperie fino a quando il permesso di seppellirli fu finalmente concesso dal governo imperiale. Un memoriale fu poi eretto presso la collina Limori nel luogo dove questi 20 membri Byakkotai sono sepolti. Una pietra con incisa una poesia del daimyō Matsudaira Katamori si trova presso il sito:
(Epitaffio presso la tomba a memoria del Biakkotai)
Il resto del corpo Byakkotai continuò a combattere nella battaglia di Aizu, con molti dei membri che contribuirono alla difesa del castello di Aizu. Molti membri Byakkotai sopravvissero alla guerra e due di loro riuscirono ad ottenere ruoli di primo piano durante il periodo Meiji: il fisico e storico Yamakawa Kenjiro e l'ammiraglio della Marina imperiale giapponese Dewa Shigeto.

## L'ammirazione di Benito Mussolini

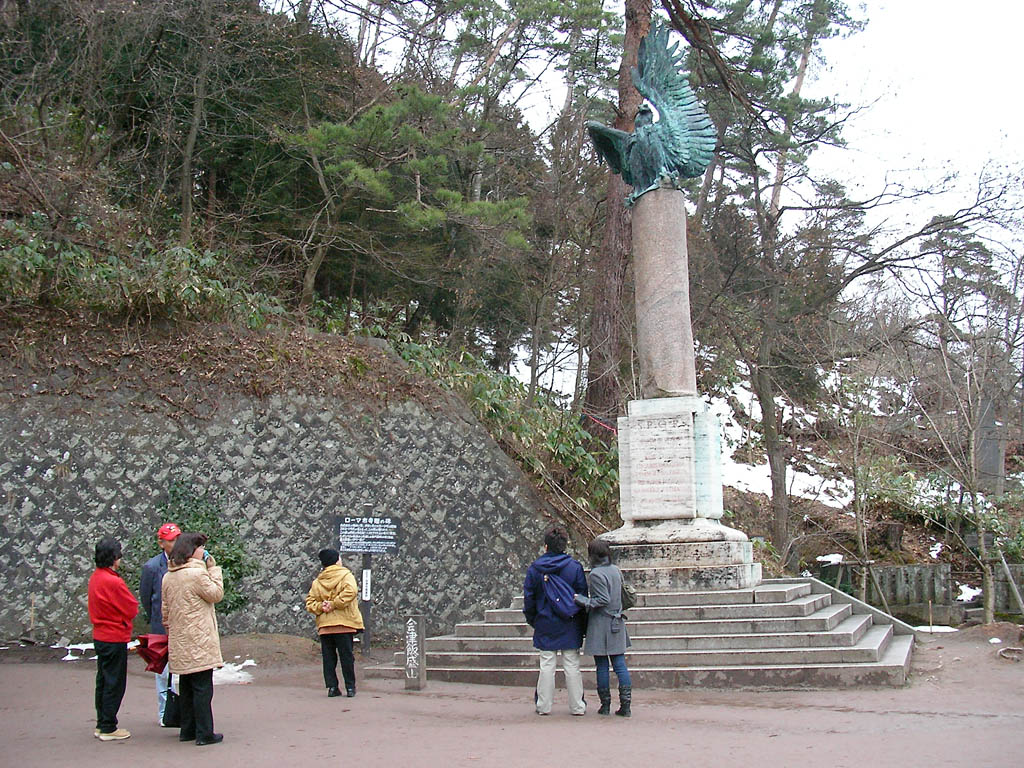
Cenotafio presso la collina Iimori

Benito Mussolini, sentito parlare della storia dei membri Byakkotai che avevano commesso suicidio rituale, rimase profondamente impressionato dalla fedeltà al loro signore. Nel 1928 fece dono di una colonna pompeiana perché venisse eretta presso la tomba sulla collina Limori; questa colonna vi rimane tutt'oggi.
Il cenotafio inviato dal governo italiano nel 1928 è costituito da un basamento in marmo di Carrara, sul quale si erge una colonna rinvenuta negli scavi di Pompei, sormontata da un'aquila in bronzo. L'iscrizione recita:
nel segno del littorio

Roma

madre di civiltà

con la millenaria colonna

testimone di eterna grandezza

tributa onore imperituro

alla memoria degli eroi di Biacco-tai

Anno MCMXXVIII - VI era fascista»
(Iscrizione del cenotafio inviato dal Governo Italiano nel 1928, per volere di Benito Mussolini)